# Flaming Love
Flaming Love is een Amerikaanse western uit 1925 onder regie van Victor Schertzinger. Destijds werd de film in Nederland uitgebracht onder de titel De strijd in de Goudvallei.

## Verhaal
De caféhoudster Sal Flood trouwt met de acteur Roland Keene. Zijn zoontje Benny is daar sterk op tegen. De kompel Steve McGregor heeft zelf een oogje op Sal en hij wil het stel uit elkaar halen. Terwijl Sal haar aandacht wijdt aan haar stiefzoon, houdt Roland zich bezig met het café. Roland maakt er schulden bij het gokken en hij wordt gedwongen om goud te stelen uit de kluis van Steve.

## Rolverdeling
| Acteur         | Personage      |
| -------------- | -------------- |
| Eugene O'Brien | Roland Keene   |
| Mae Busch      | Sal Flood      |
| Ben Alexander  | Benny Keene    |
| Tom Santschi   | Steve McGregor |
| Mitchell Lewis | Osner          |
| Mildred Harris | Chita          |